# Kardemir Karabükspor
Kardemir Karabükspor Kulübü of kortweg Karabükspor is een sportclub te Karabük, de hoofdstad van de gelijknamige provincie van Turkije. De club is opgericht in 1969 en is een van de teams dat de Zwarte Zeeregio het best heeft gerepresenteerd in de hoogste divisie samen met Trabzonspor en Samsunspor. De clubkleuren zijn blauw en rood, en de thuisbasis van de voetbalclub is het Dr. Necmettin Şeyhoğlustadion, wat sinds 2010 na de heropening een totale capaciteit heeft van 16.000 zitplaatsen. Sinds het seizoen 2018/19 speelt de club in de TFF 1. Lig, de op een na hoogste divisie.
Karabükspor heeft in drie perioden gevoetbald in de hoogste Turkse voetbaldivisie. In 1993/94 werd de club 14e, waardoor het meteen weer degradeerde. In 1997/98 behaalde de club uit Karabük hun beste voetbalprestatie tot op heden: men werd achtste in de Süper Lig. Het seizoen erop werd Karabükspor echter 18e en degradeerde de club weer naar de TFF 1. Lig. De club speelde in het seizoen 2015/16 voor een korte periode eventjes in de TFF 1. Lig, om het jaar erna terug te promoveren naar de Süper Lig.

Karabük ligt in de Zwarte Zeeregio.

## Geschiedenis

### Oprichting
Demir Çelik Gençlik Spor was een sportclub dat werd opgericht op voorspraak van toenmalig staatsman Mustafa Kemal Atatürk. De belangrijkste beweegreden was het stimuleren van sportbeoefening onder zowel volwassenen als kinderen. Directeur Azmi Tılabar van de landelijke ijzer en staalfabrieken gaf hier gevolg aan. De clubkleuren waren grijs en blauw. De Britse ingenieur Lain werd de eerste trainer. In de jaren '50 zag Karabük Gençlik Spor het levenslicht.
Uiteindelijk werd Karabükspor opgericht in 1969 door een fusie van Karabük Gençlik Spor en Demir Çelik Gençlik Spor. De club speelde meteen in de nationale reeksen. In 1972 promoveerde de club voor het eerst sinds het bestaan naar de 2e Divisie. Meteen het jaar daarna degradeerde de club terug naar de 3e Divisie van het land. Daar verbleef de club maar een seizoen, en in 1974 promoveerde de club terug naar de 2e hoogste divisie van het land.

### De jaren 80 en 90 - Professionalisering
Tot en met 1983 bleef de club in de tweede klasse steken, en degradeerde toen uiteindelijk terug naar de derde klasse. In 1984 promoveerde Karabükspor meteen terug naar de 2e divisie. In 1993 promoveerde de club voor het eerst naar de Süper Lig. Het jaar daarna degradeerde de club terug naar de 1. Lig. In het seizoen 1997/98 kwam de club weer uit in de hoogste divisie en eindigde op de negende plaats in de rangschikking. In de beker bleven goede prestaties achterwege. Het team werd uitgeschakeld in de 6e ronde tegen Bursaspor. De eerste wedstrijd won Karabük met 2-1, maar de terugwedstrijd ging met 0-2 verloren tegen Bursaspor. In het seizoen 1998/99 degradeert de ploeg, het eindigde op de 18e plaats, terug naar de 2. Lig.

### 2000-2010 - De snelle promoties
In het seizoen 1999/00 degradeert de club ook van de 1. Lig naar de 2. Lig (toen het derde niveau). In het seizoen 2000/01 eindigt de club  op de 3e plaats in de rangschikking. In 2003/04 wordt de club 2e met 61 punten en mist net promotie. Na de nipt gemiste promotie speelt de club in totaal vier jaar in de derde divisie. Uiteindelijk, in het seizoen 2007/08, promoveerde de club weer naar de 1. Lig. Het wordt 2e met 34 punten. In het seizoen 2008/09 wordt de club, onder leiding van trainer Hüsnü Özkara,  zevende in de competitie. In het seizoen 2009/10 wordt de club divisiekampioen en promoveert Karabükspor voor de derde keer naar de Süper Lig. Dat seizoen werd de club in de beker meteen in de play-off ronde uitgeschakeld. Het verloor met 0-2 tegen Samsunspor.

### 2010-2015 - Vaste waarde in de hoogste divisie
In het seizoen 2010/11 trekt de club goede spelers aan en eindigt op een 9de plaats in de hoogste divisie. In de bekercompetitie werd Karabükspor in de play-off ronde, via de strafschoppenserie, uitgeschakeld door Çamlıdere Şekerspor. Aan het einde van het seizoen werd sterspeler Emmanuel Emenike voor € 9.000.000 verkocht aan Fenerbahçe SK. Dit was de duurste verkoop ooit van de club. In het seizoen 2011/12 wordt de club 12de in de rangschikking van de Süper Lig. In de beker bereikte de club de halve finale, waarin 0-2 werd verloren van Fenerbahçe SK. In het seizoen 2012/13 handhaafde de club zich via een 15de plaats in de Süper Lig, waarmee het nipt aan degradatie wist te ontkomen. In de bekercompetitie reikte het tot de 5e ronde. Na het seizoen 2012/13 nam trainer Mesut Bakkal ontslag. Na het ontslag van Bakkal bereikte de club voor het seizoen 2013-2014, een akkoord met Tolunay Kafkas als hoofdtrainer. Karabükspor beëindigde de competitie op een knappe 7de plaats, wat sinds de oprichting het beste resultaat was voor de club. Mede door de uitsluiting van kampioen Fenerbahçe SK, 5de Sivasspor wegens omkoopschandalen en 6de Kasımpaşa SK vanwege Financial fairplay regels gediskwalificeerd waren van Europese competities, mocht Karabükspor voor het eerst in de clubhistorie Europees voetballen. De club speelde zo dus in 2014-15 in de UEFA Europa League waar het in de derde voorronde de Noorse club Rosenborg BK wist uit te schakelen. Uiteindelijk werd de club al vroeg in de play-offs uitgeschakeld door AS Saint-Étienne, ondanks dat de eerste wedstrijd met een 1-0 zege eindigde voor Karabük. De return werd met 1-0 verloren, waarna uiteindelijk de Franse formatie de penalty's beter nam. De vroege seizoensopening vanwege Europees voetbal eiste zijn tol. In de competitie eindigde het team op een 16de plaats met 28 punten. Hierdoor degradeerde de club na vijf jaar op de hoogste divisie gevoetbald te hebben terug naar de 1. Lig.

### 2015-heden
Door de slechte resultaten in het seizoen 2014/15 werd Tolunay Kafkas ontslagen en werd hij vervangen door Yücel İldiz, die de missie kreeg om de club terug te laten promoveren. Dit werd uiteindelijk ook een feit nadat Karabükspor de competitie op een 2de plaats afsloot en zo dus meteen na een jaar terug promoveerde naar de Süper Lig. In de beker werd de club uitgeschakeld in de groepsfase door op een vierde plaats te eindigen. Ondanks de promotie besloot de club voor het seizoen 2016/17 toch trainer Yücel İldiz te vervangen door voormalig Kroatisch international en trainer Igor Tudor. Na indrukwekkende overwinningen op Trabzonspor, Galatasaray SK en Beşiktaş JK werd Tudor in februari 2017 trainer bij Galatasaray. Zijn vervanger werd de Oostenrijkse ex-Rapid Wien-trainer en Ajax plaaggeest Zoran Barišić.

## Algemeen

### Necmettin Şeyhoğlustadion
De thuisbasis van deze ploeg is het in 1998 gebouwde “Necmettin Şeyhoğlustadion”, vernoemd naar Necmettin Şeyhoğlu, voormalig burgemeester van de stad. Eerder stond de stadion bekend als het Karabük Yenişehirstadion. De afmetingen van het veld bedragen 105 meter bij 68 meter. Tot 2013 had het stadion een capaciteit van 9.000 zitplaatsen, in 2013 werd dit aantal vergroot naar 12.400 zitplaatsen.

### Gespeelde divisies
| Competitie | Seizoenen     | Seizoenen     | Seizoenen     | Seizoenen     | Seizoenen     | Seizoenen     | Seizoenen      |
| ---------- | ------------- | ------------- | ------------- | ------------- | ------------- | ------------- | -------------- |
| Süper Lig  | 93/94 ↓       | 97/98-98/99 ↓ | 10/11-14/15 ↓ | 16/17-17/18 ↓ |               |               |                |
| 1. Lig     | 72/73 ↓       | 74/75-82/83 ↓ | 84/85-92/93 ↑ | 94/95-96/97 ↑ | 98/99-00/01 ↓ | 08/09-09/10 ↑ | 15/16 ↑ 18/19- |
| 2. Lig     | 69/70-71/72 ↑ | 73/74 ↑       | 83/84 ↑       | 01/02-07/08 ↑ |               |               |                |

## Karabükspor in Europa
Uitslagen vanuit gezichtspunt Karabükspor
| Seizoen | Competitie    | Ronde | Land               | Club             | Totaalscore  | 1e W    | 2e W       | PUC |
| ------- | ------------- | ----- | ------------------ | ---------------- | ------------ | ------- | ---------- | --- |
| 2014/15 | Europa League | 3Q    | Vlag van Noorwegen | Rosenborg BK     | 1-1 u        | 0-0 (T) | 1-1 (U)    | 2.0 |
|         |               | PO    | Vlag van Frankrijk | AS Saint-Étienne | 1-1 (3-4 ns) | 1-0 (T) | 0-1 nv (U) | 2.0 |

Totaal aantal punten voor UEFA coëfficiënten: 2.0

## Bekende (ex-)spelers
| Turken Murat Akça Fatih Atık Mehmet Batdal Musa Çağiran Uğur Dağdelen Ferdi Elmas Ceyhun Gülselam Emre Güngör Bekir Ozan Has Sinan Kaloğlu Aydın Karabulut Bilal Kısa Ibrahim Kaş Ilhan Parlak Mustafa Sarp Beykan Şimşek Uğur Uçar Gökhan Ünal Hakan Ünsal Orkun Uşak İbrahim Üzülmez Kerim Zengin | Belgen - Murat Akin Bosniërs Sanel Jahić Sanjin Pintul Senad Repuh Ermin Zec Bulgaren Emil Angelov Congolezen Junior Kabananga Lomana LuaLua Larrys Mabiala Gabonees André Biyogo Poko IJslanders Ólafur Ingi Skúlason Jamaicanen Luton Shelton Kameroener Dany Nounkeu | Kroaten Anthony Šerić Nederlanders Boy Waterman Nigerianen Joseph Akpala Emmanuel Emenike Michael Eneramo Isaac Promise Simon Zenke Noren Morten Gamst Pedersen Oostenrijkers Turgay Bahadır Roemenen Valerică Găman Gabriel Iancu Iasmin Latovlevici Cristian Tănase Tunesiërs Hocine Ragued |